# Juan Nakaya
Juan Carlos Nakaya (Lima, Perú, 31 de diciembre de 1983) es un exfutbolista peruano de ascendencia japonesa. Jugaba de centrocampista defensivo.

## Clubes
| Club                      | País  | Año       |
| ------------------------- | ----- | --------- |
| AELU                      | Perú  | 2000-2003 |
| Tosun Futures             | Japón | 2003-2004 |
| Universidad San Martín    | Perú  | 2004      |
| Atlético Universidad      | Perú  | 2005      |
| Unión Huaral              | Perú  | 2005-2006 |
| Deportivo Municipal       | Perú  | 2007      |
| Universidad César Vallejo | Perú  | 2008-2011 |
| Sport Boys                | Perú  | 2012      |
| Cienciano                 | Perú  | 2013-2014 |
| Deportivo Municipal       | Perú  | 2015      |
| Deportivo Coopsol         | Perú  | 2016      |
| Ayacucho F. C.            | Perú  | 2017      |

### Campeonatos internacionales
| Título                 | Equipo                    | Sede    | Año  |
| ---------------------- | ------------------------- | ------- | ---- |
| XV Juegos Bolivarianos | Selección del Perú Sub-18 | Ecuador | 2001 |